# 高公岛街道
高公岛街道是中华人民共和国江苏省连云港市连云区下辖的一个街道办事处。
2013年1月6日，江苏省人民政府批复同意撤销高公岛乡，以原高公岛乡行政区域设立连云区高公岛街道办事处，街道办事处驻高公岛居委会西山组1号。

## 行政区划
高公岛街道下辖以下村级行政区划单位：
高公岛村、黄窝村和柳河村。